# Корнелья (футбольный клуб)
«Корнелья» (кат. Unió Esportiva Cornellà, исп. Unión Esportiva Cornellà) — профессиональный испанский футбольный клуб из города Корнелья-де-Льобрегат в провинции Барселона, основанный в 1951 году. Выступает в третьем по силе футбольном дивизионе Испании, домашним стадионом является арена «Ноу Камп Мунисипаль», вместимостью в 1500 зрителей.

## История
«Корнелья» была создана в 1951 году путем слияния ранее существовавших любительских клубов «Атлетико Падро» и «Академия Юниент».
С момента своего основания клуб участвовал исключительно в региональных соревнованиях, изредка поднимаясь в Терсеру. Подобная ситуация сохранялась вплоть до сезона 2013/2014, когда коллектив добился исторического продвижения в Сегунду B.
Самым большим достижением за всю историю коллектива стала минимальная победа над «Атлетико Мадрид» (1:0) в домашнем матче 1/32 финала Кубка Короля, состоявшемся 6 января 2021 года. На следующей стадии турнира соперником «Корнельи» стала «Барселона». Во встрече с именитым противником команда держалась довольно достойно, однако в дополнительное время проиграла со счетом 0:2.